# پوتسخوئتسری
پوتسخوئتسری (به لاتین: Potskhoetseri) یک منطقهٔ مسکونی در گرجستان است که در شهرداری تسالنجیخا واقع شده‌است. پوتسخوئتسری ۳۰۶ نفر جمعیت دارد و ۲۵۰ متر بالاتر از سطح دریا واقع شده‌است.